# Ентугудуф
Етугуду́ф (Ентуджудуф) — невеликий острів в Червоному морі в архіпелазі Дахлак, належить Еритреї, адміністративно відноситься до району Дахлак регіону Семіен-Кей-Бахрі.

## Географія
Розташований на південний захід острова Умм-ес-Сейль. Має краплеподібну, видовжену з північного сходу на південний захід, форму. Довжина 1 км, ширина до 350 м. Острів облямований кораловими рифами.